# Famille Hilton (Canada)
Pour les articles homonymes, voir Hilton.
La famille Hilton est une célèbre famille de boxeurs québécois.

## Biographie
Le grand-père de Dave Hilton, Sr. était un Écossais champion d’Angleterre de boxe.
Dave Hilton, Sr. a été lui-même champion du Canada des poids légers et poids moyens.
- Son cadet, Alex, est un ancien champion de boxe du Canada.
- Matthew Hilton, l'un des frères, est le premier de la famille à devenir champion du monde. Il remporte la ceinture IBF des super-welters.
- Un autre fils, Dave Hilton, Jr., est devenu champion du monde des super-moyens de la WBC mais il s'est aussi faire connaître en tant qu'un agresseur sexuel puisqu'il a été emprisonné pour le viol de ses deux filles.
- Alex, Dave Jr. et Matthew furent surnommés les Fighting Hilton.

Tous ses fils, Alex, Dave Jr., Matthew, Stewart et James, font ou ont fait de la boxe. Ils sont également surnommés les Dalton des rings, car ils se suivent en âge et en taille. Ils étaient des vedettes du ring pendant les années 1980 mais à la suite de divers démêlés avec les forces de l'ordre, ils sont devenus objet de curiosité populaire et ont perdu leur auréole de gloire.
En 1986, à la suite des études d'un comité d'enquête présidé par un juge, il apparaît que les Hilton sont liés à Frank Cotroni, le parrain de la mafia montréalaise. L'enquête révèle également que cette mafia a de grandes ambitions pour les Hilton, l'amenant à prendre entente avec la famille au complet.
Stewart Hilton, le cinquième fils que les experts déclaraient comme étant le plus talentueux de la famille est décédé dans un accident de la route à l'âge de 17 ans, entraînant dans la mort sa copine enceinte.
Pendant les années 2000, les deux filles de Dave Jr. ont publié un livre, Le cœur au beurre noir, qui relate les abus de leur père dont elles ont été victimes.

## Source
- Le clan Hilton